# Lucrécio
Tito Lucrécio Caro (em latim: Titus Lucretius Carus; c. 94 a.C. – c. 50 a.C.) foi um poeta e filósofo romano. Seu único trabalho conhecido é o poema filosófico De rerum natura, uma obra didática sobre os princípios e a filosofia do epicurismo e um uma das primeiras obras filosóficas sobre o ateísmo.

## Vida
É provável que tenha nascido em Roma, onde foi educado. Sua fama decorre do poema De rerum natura (Sobre a natureza das coisas), onde expõe a filosofia de Epicuro de Samos. Para Lucrécio, o epicurismo era a chave que poderia desvendar os segredos do universo e garantir a felicidade humana. Tão entusiasmado ficou que se propôs a tarefa de libertar os romanos do domínio religioso através do conhecimento da filosofia epicurista.
Segundo o autor patrístico Jerônimo, Lucrécio matou-se aos 44 anos de idade e seu poema foi escrito em intervalos de ataques de loucura. A bem da verdade, as "circunstâncias da vida e da morte de Lucrécio são desconhecidas. A habitual informação de que ele se suicidou em razão de crises de loucura, acrescidas de perturbações amorosas, não é plenamente confiável. Só há um registro nesse sentido, transmitido por São Jerônimo, que, em seu tempo, foi um grande opositor de Epicuro e do epicurismo”. "Assim como Tertuliano, um dos primeiros Padres da Igreja, inventou a história de que o materialista Demócrito teria furado os próprios olhos por não suportar o desejo sexual despertado pela visão de jovens mulheres, assim também são Jerônimo inventou que Lucrécio teria bebido um filtro de amor, enlouquecido e escrito seu poema nos intervalos de lucidez, terminando por se suicidar. O mínimo que um leitor atento do Sobre a Natureza das Coisas (De Rerum Natura) pode afirmar é que essa obra jamais poderia ter sido escrita em 'intervalos de lucidez!". Seus vários livros foram editados por Cícero.
O autor simbolista francês Marcel Schwob escreveu uma biografia ficcional sobre Lucrécio baseado nas poucas linhas registradas por Jerônimo.

## Pensamento
Lucrécio apresenta uma singular síntese de epicurismo e materialismo atomista. Sua obra antecede muitos conceitos da física moderna, também da psicologia contemporânea, enfim, do pensamento científico hoje aceito. Para o autor, o mundo era guiado pela fortuna, não por propósitos divinos.
Para Lucrécio, a alma é mortal. Após o decesso, resta um simulacro (simulacrum), os fantasmas que assombram os vivos. Deste modo, ele resgata a ideia epicurista de eidolon, termo grego. Segundo Virgílio, Lucrécio afirma que o medo da morte criou o mito da imortalidade da alma.
Em De rerum natura Lucrécio apresenta a teoria de que a luz visível seria composta de pequenas partículas. Teoria incompleta, apesar de bastante consistente, é uma espécie de visão antiga da atual teoria dos fótons. Também neste poema, Lucrécio sustenta a ideia da existência de criaturas vivas que, apesar de invisíveis, teriam a capacidade de causar doenças. Esta ideia representa na realidade a base da microbiologia.
Além de fonte preciosa para o conhecimento do epicurismo, o poema de Lucrécio tem grande importância literária e seus versos consagram o autor como um dos maiores poetas latinos.

## Obra

### Tradução

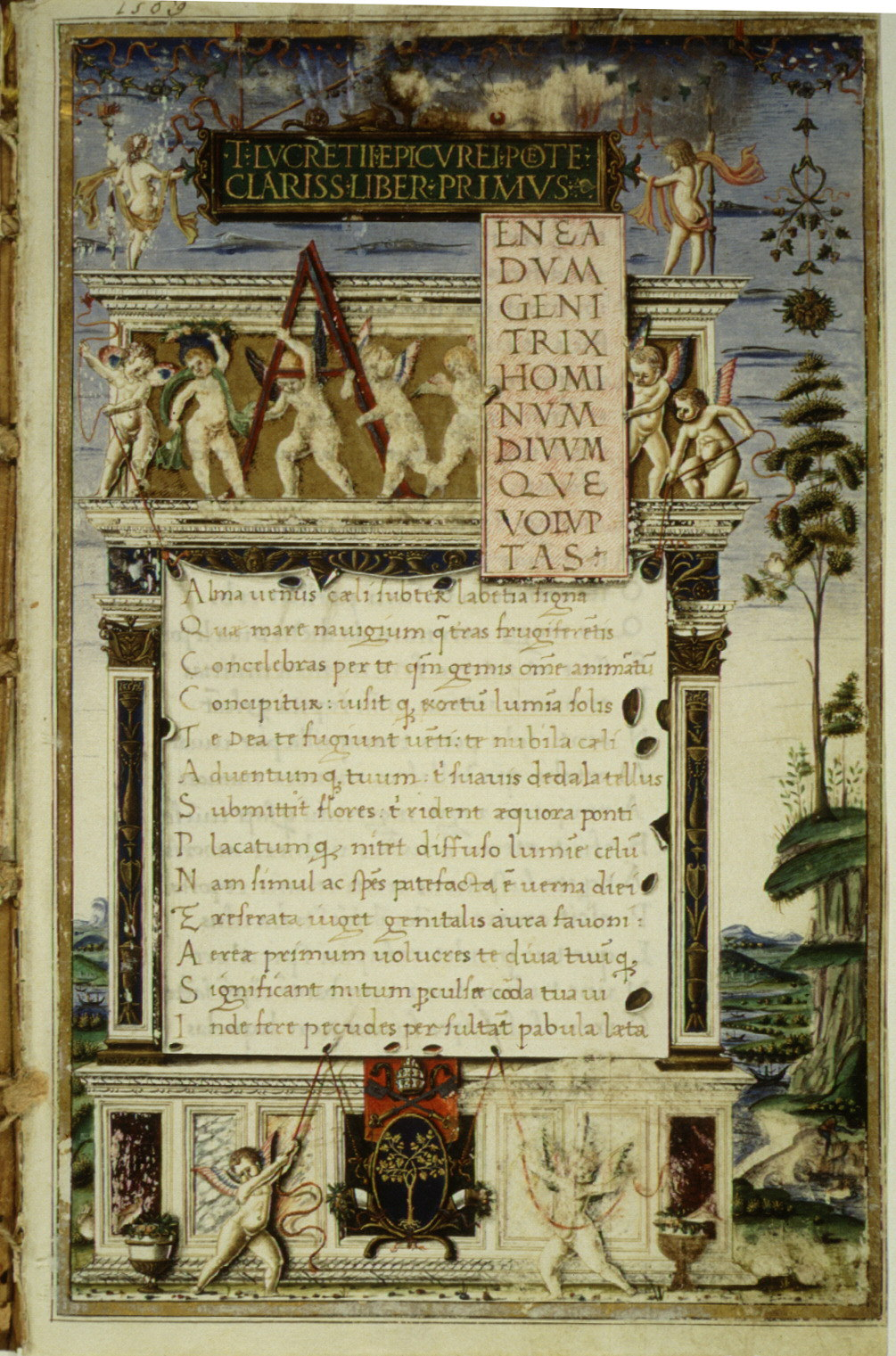
De rerum natura, cópia de 1483, por Girolamo di Matteo de Tauris para o Papa Sisto IV

Seu livro De rerum natura foi completamente traduzido para o português pelo latinista Agostinho da Silva, e publicado no volume V da coleção Os Pensadores da editora Abril Cultural.
Em 2015 foi publicada uma tradução completa do latim por Luís Manuel Gaspar Cerqueira, Lucrécio, Da Natureza das coisas, Relógio d' Água, com texto bilíngue.
Em 2021 a Autêntica Editora lançou uma tradução completa da obra feita pelo latinista Rodrigo Tadeu Gonçalves. 